# 2696 Меджіон
2696 Меджіон (2696 Magion) — астероїд головного поясу, відкритий 16 квітня 1980 року.
Тіссеранів параметр щодо Юпітера — 3,356.